# Мизоч
Ми́зоч (укр. Мізоч) — посёлок, центр Мизочской поселковой общины Ровненского района Ровненской области Украины.

## История

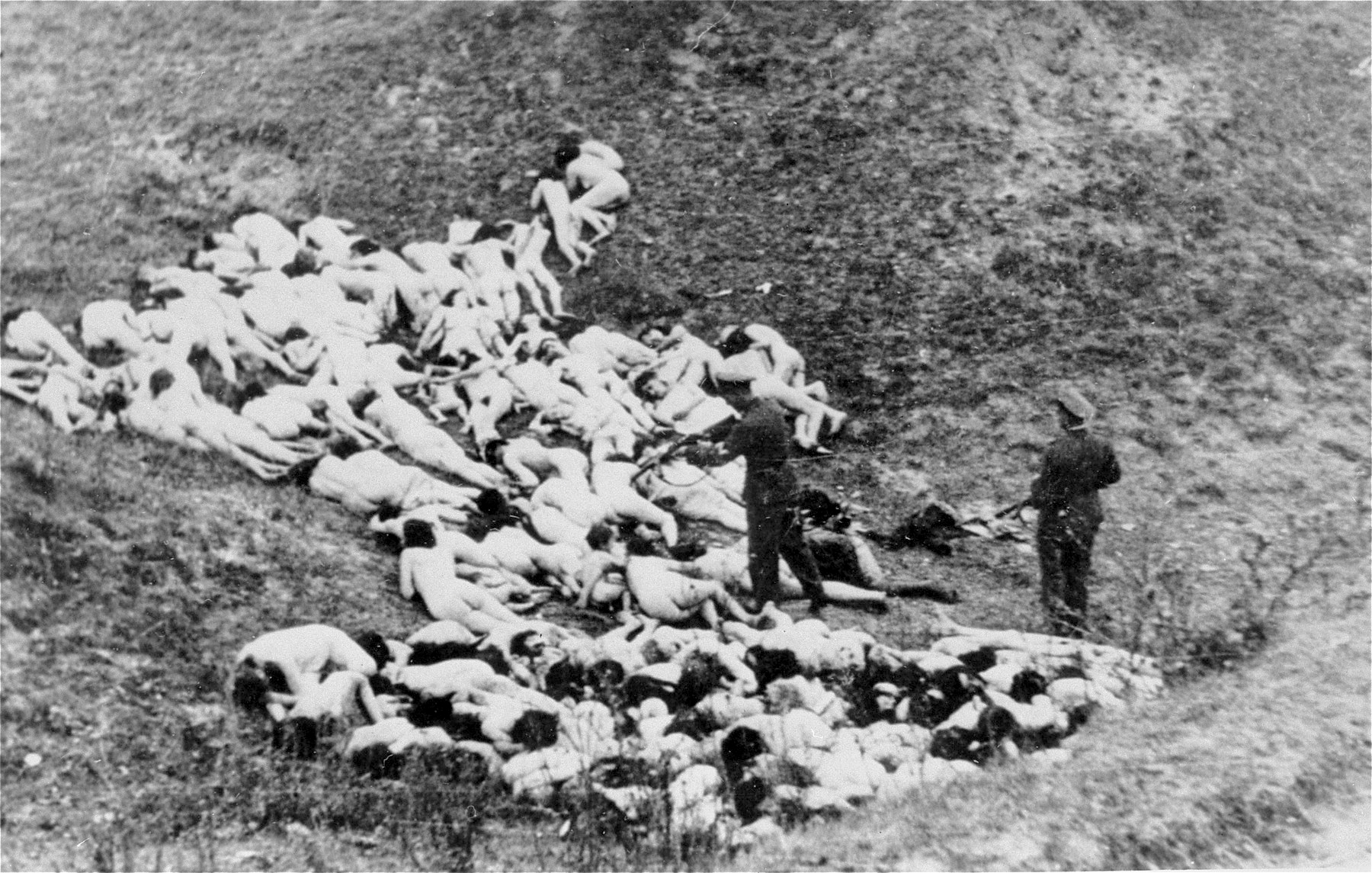
Расстрел евреев (14.10.1942)

В 1594 г. Мизоч выкупил князь Януш Острожский. С 1720 г. Мизоч принадлежал магнатам Карвицким. Король Август III грамотой от 23 сентября 1761 г. разрешил Юзефу Каетанову Дунину-Карвицкому основать город Великий Мизоч в Луцком повяте и даёт ему магдебургское право. В тексте грамоты вписано печать круглой формы с гербом города. На печатке содержался щит вирезной формы, в котором переплетены буквы «М» и «W».
В XIX веке входило в Дубенский уезд Волынской губернии Российской империи.
В феврале 1918 года Мизоч оккупировали австро-немецкие войска, которые оставались здесь до ноября 1918 года. В дальнейшем он оказался в зоне боевых действий гражданской войны. После советско-польской войны в соответствии с Рижским мирным договором в 1921—1939 гг. поселение входило в Здолбуновский повет Волынского воеводства Польши, в сентябре 1939 года вошло в состав СССР и в январе 1940 года стало районным центром.
В ходе Великой Отечественной войны с 27 июня 1941 до 4 февраля 1944 года город находился под немецкой оккупацией, здесь было организовано еврейское гетто.
В 1943 году в Мизоче искали убежище поляки из сёл, уничтоженных Украинской повстанческой армией. Некоторые поляки пошли на службу в немецкую вспомогательную полицию. В мае 1943 года происходят первые расправы украинских националистов над отдельными польскими жителями городка и окрестностей. Впрочем, масштабная атака УПА на Мизоч состоялась в ночь с 24 на 25 августа (по другой версии — 31 августа на 1 сентября) 1943 года, в результате этой атаки погибло от 80 до 100 поляков. В последующие дни после этого нападения большинство других поляков, опасаясь за собственные жизни, оставили городок и уехали сначала в Здолбунов, а затем дальше на запад. Таким образом, в результате этнических чисток и эмиграции до конца войны польская община Мизоча прекратила своё существование.
В 1944 году был восстановлен разрушенный во время войны пивоваренный завод, в 1946 году здесь начал работать районный пищекомбинат (в 1958 году их объединили в Мизочский пищекомбинат).
В 1953 году в посёлке городского типа Мизоч действовали сахарный завод, пивоваренный завод, средняя школа, семилетняя школа, Дом культуры, Дом пионеров, две библиотеки и кинотеатр.
В 1974 году здесь действовали сахарный завод, хлебный завод, завод электроосветительной арматуры и пищекомбинат.
В 1980 году население составляло 3,9 тыс. человек, здесь действовали сахарный завод, хлебный завод, молочный завод, филиал Львовского опытно-экспериментального завода электроосветительной аппаратуры, цех Здолбуновского завода продтоваров, комбинат по производству кормов, производственное отделение Здолбуновской райсельхозтехники, Здолбуновская райсельхозхимия, лесничество, комбинат коммунальных предприятий, две общеобразовательные школы, больница, два Дома культуры, три библиотеки, клуб и кинотеатр.
В январе 1989 года численность населения составляла 4220 человек.
В мае 1995 года Кабинет министров Украины утвердил решение о приватизации находившегося здесь сахарного завода.
По состоянию на 1 января 2013 года численность населения составляла 3561 человек.
До 2020 года посёлок входил в Здолбуновский район.

## Экономика
- специализированное лесное хозяйство «Здолбуновский гослесхоз»[10]

## Транспорт
Конечная станция железнодорожной ветки от линии Здолбунов — Красное.

## Известные люди
В Мизоче родились:
- Вареница, Евгений Терентьевич — член-корреспондент ВАСХНИЛ;
- Гребенюк, Анатолий Владимирович — российский военачальник, генерал армии;
- Мищенко, Сергей Александрович — президент Национальной федерации фехтования Украины (1993—2012)
- Перес, Соня — первая леди Израиля (2007—2011).